# Massimiliano Tacchinardi
Massimiliano Tacchinardi (Crema, 2 agosto 1971) è un ex calciatore italiano, di ruolo difensore.

## Biografia
È fratello maggiore di Alessio, anche lui calciatore.

## Carriera
Con la maglia dell'Inter ha giocato 2 partite nella Serie A 1990-1991, in cui la squadra è giunta terza; il 12 dicembre 1990 è inoltre sceso in campo in Partizan-Inter (1-1) di Coppa UEFA, competizione che a fine stagione vedrà vincitori i nerazzurri.
Prosegue la carriera in Serie B con il Messina (5 presenze nel 1991-1992), in Serie C1 con la Pro Sesto (dal 1992 al 1994, 29 presenze complessive) e in Serie C2 con il Ponsacco.

## Palmarès

### Competizioni nazionali
- Supercoppa italiana: 1

Inter: 1989

### Competizioni internazionali
- Coppa UEFA: 1

Inter: 1990-1991